# Förskjutningschiffer
Förskjutningschiffer är en mycket enkel typ av chiffer som åstadkoms genom att man placerar två rader med alfabet över varandra. Genom att förskjuta den nedre raden till exempel fem steg ersätts A med F, B med G osv. I detta fall ersätts texten CHIFFER med HMNKKJW. För att dekryptera texten gör man samma operation i motsatt riktning.
```
A B C D E F G H I J K L M N O P Q R S T U V W X Y Z
F G H I J K L M N O P Q R S T U V W X Y Z A B C D E
```

Som för alla chiffer behövs en chiffernyckel, men den blir i detta fall mycket enkel, det räcker med siffran, i detta fall "5".
Ett klassiskt exempel på denna metod är Caesar-chiffret, så benämnt eftersom det användes av antikens Gaius Julius Caesar i sin hemliga korrespondens. Han använde nyckeln 3 = C, hans egen initial.
Denna sorts chiffer är inte speciellt hållfast. Med lite träning kan den chiffrerade texten läsas nästan lika bra som vanlig klartext, och det är synnerligen enkelt att återskapa nyckeln, om man vet hur man gör.
Betydligt svårare blir det om man använder en cykliskt varierande förskjutning, till exempel med chiffernyckeln 58293, som förskjuter första bokstaven 5 steg, andra 8 steg, tredje 2 steg, fjärde 9 steg och femte 3 steg, därefter börjar man om på fem steg och så vidare.
Ännu svårare blir det om man använder en matematisk funktion för att skapa förskjutningarna. Detta kallas för strömchiffer, och är särskilt lämpat för elektronisk kommunikation eftersom det är enkelt att bygga en elektrisk krets som matar ut en förskjutning i princip med samma hastighet som en klartext kan matas  in i den, och kretsen behöver väldigt begränsat minne. De första maskinerna för att kryptera telegrafi utvecklades på 1920-talet, och idag används strömchiffer i GSM.
Om cykeln är har slumpmässig förskjutning, dess längd är minst lika lång som klartexten och den aldrig återanvänds får man ett engångskrypto, som inte kan dekrypteras då den slumpmässiga förskjutningen innebär att det enda man kan veta om klartexten är dess längd.